# AG2R Prévoyance 2006
Questa voce raccoglie le informazioni riguardanti l'AG2R Prévoyance nelle competizioni ufficiali della stagione 2006.

## Stagione
La squadra ciclistica francese partecipò all'UCI ProTour.

## Organico

### Staff tecnico
TM=Team Manager; DS=Direttore Sportivo.
|  | Naz.                | Ruolo | Sportivo         |  |  |  |
|  | ------------------- | ----- | ---------------- |  |  |  |
|  | Francia (bandiera)  | TM    | Vincent Lavenu   |  |  |  |
|  | Francia (bandiera)  | DS    | Gilles Mas       |  |  |  |
|  | Lituania (bandiera) | DS    | Arturas Kasputis |  |  |  |
|  | Francia (bandiera)  | DS    | Julien Jurdie    |  |  |  |
|  | Francia (bandiera)  | DS    | Laurent Biondi   |  |  |  |

### Rosa
|  | Naz.                   |  | Sportivo           | Anno |  |  |
|  | ---------------------- |  | ------------------ | ---- |  |  |
|  | Spagna (bandiera)      |  | José Luis Arrieta  | 1971 |  |  |
|  | Spagna (bandiera)      |  | Mikel Astarloza    | 1979 |  |  |
|  | Francia (bandiera)     |  | Alexandre Aulas    | 1986 |  |  |
|  | Francia (bandiera)     |  | Sylvain Calzati    | 1979 |  |  |
|  | Spagna (bandiera)      |  | Iñigo Chaurreau    | 1973 |  |  |
|  | Irlanda (bandiera)     |  | Philip Deignan     | 1983 |  |  |
|  | Francia (bandiera)     |  | Cyril Dessel       | 1974 |  |  |
|  | Francia (bandiera)     |  | Renaud Dion        | 1978 |  |  |
|  | Francia (bandiera)     |  | Samuel Dumoulin    | 1980 |  |  |
|  | Francia (bandiera)     |  | Hubert Dupont      | 1980 |  |  |
|  | Francia (bandiera)     |  | Benoît Ebrard      | 1983 |  |  |
|  | Francia (bandiera)     |  | John Gadret        | 1979 |  |  |
|  | Australia (bandiera)   |  | Simon Gerrans      | 1980 |  |  |
|  | Francia (bandiera)     |  | Stéphane Goubert   | 1970 |  |  |
|  | Ucraina (bandiera)     |  | Yuriy Krivtsov     | 1979 |  |  |
|  | Francia (bandiera)     |  | Julien Loubet      | 1985 |  |  |
|  | Spagna (bandiera)      |  | Francisco Mancebo  | 1976 |  |  |
|  | Francia (bandiera)     |  | Laurent Mangel     | 1981 |  |  |
|  | Francia (bandiera)     |  | Lloyd Mondory      | 1982 |  |  |
|  | Francia (bandiera)     |  | Christophe Moreau  | 1971 |  |  |
|  | Francia (bandiera)     |  | Carl Naibo         | 1982 |  |  |
|  | Spagna (bandiera)      |  | David Navas        | 1974 |  |  |
|  | Francia (bandiera)     |  | Jean-Patrick Nazon | 1977 |  |  |
|  | Francia (bandiera)     |  | Stéphane Poulhies  | 1985 |  |  |
|  | Estonia (bandiera)     |  | Erki Pütsep        | 1976 |  |  |
|  | Francia (bandiera)     |  | Christophe Riblon  | 1981 |  |  |
|  | Francia (bandiera)     |  | Nicolas Rousseau   | 1983 |  |  |
|  | Irlanda (bandiera)     |  | Mark Scanlon       | 1980 |  |  |
|  | Francia (bandiera)     |  | Blaise Sonnery     | 1985 |  |  |
|  | Francia (bandiera)     |  | Ludovic Turpin     | 1975 |  |  |
|  | Bielorussia (bandiera) |  | Aljaksandr Usaŭ    | 1977 |  |  |
|  | Lituania (bandiera)    |  | Tomas Vaitkus      | 1982 |  |  |

## Palmarès

### Corse a tappe
- Tour Down Under

1ª tappa (Simon Gerrans)
Classifica generale (Simon Gerrans)
- Vuelta a España

19ª tappa (José Luis Arrieta)
- Tour de l'Ain

1ª tappa (Cyril Dessel)
Classifica generale (Cyril Dessel)
- Tour Méditerranéen

4ª tappa (Cyril Dessel)
Classifica generale (Cyril Dessel)
- Herald Sun Tour

Classifica generale (Simon Gerrans)
- Tour de Langkawi

6ª tappa (Laurent Mangel)
- Tour de France

8ª tappa (Sylvain Calzati)
- Route du Sud

2ª tappa (Jean-Patrick Nazon)
- Circuit de Lorraine

1ª tappa (Jean-Patrick Nazon)
4ª tappa (Christophe Riblon)
- Critérium du Dauphiné Libéré

5ª tappa (Ludovic Turpin)
- Giro d'Italia

9ª tappa (Tomas Vaitkus)

### Corse in linea
- GP Fina (Renaud Dion)
- Route Adélie de Vitré (Samuel Dumoulin)
- Prix d'Automne Rôchefoucault (Nicolas Rousseau)

### Campionati nazionali
- Campionati estoni

In linea (Erki Putsep)

### Ciclocross
- Campionato francese (John Gadret)

## Classifiche UCI

### UCI ProTour
Individuale
Piazzamenti dei corridori dell'AG2R Prévoyance nella classifica individuale dell'UCI ProTour 2006.
| Pos. | Ciclista           | Punti |
| ---- | ------------------ | ----- |
| 13   | Christophe Moreau  | 123   |
| 51   | Cyril Dessel       | 50    |
| 62   | Francisco Mancebo  | 41    |
| 106  | Aljaksandr Usaŭ    | 15    |
| 118  | Samuel Dumoulin    | 11    |
| 121  | Sylvain Calzati    | 10    |
| 124  | Tomas Vaitkus      | 10    |
| 132  | José Luis Arrieta  | 8     |
| 147  | Erki Pütsep        | 5     |
| 182  | Ludovic Turpin     | 3     |
| 196  | Jean-Patrick Nazon | 2     |

Squadra
L'AG2R Prévoyance chiuse in quindicesima posizione con 219 punti.